# La Vision extra-rétinienne et le sens paroptique

La Vision extra-rétinienne et le sens paroptique est un essai de Jules Romains publié en 1919.
Avant de se consacrer à son œuvre romanesque, Louis  Farigoule, le futur Jules Romains, mène des recherches sur un type de vision inhabituelle, ne reposant pas sur un mécanisme oculaire. Ayant suivi les cours d'histologie et de physiologie à l’École Normale Supérieure, il s'intéresse aux relations entre la conscience et l'organisme.  Il réalise une série d'expériences aboutissant à cet essai, paru en 1919, s'efforçant de démontrer chez l'homme une fonction paroptique. 

## Résumé
Jules Romains part du constat que les morphologistes, dévolus à la description des formes, se sont fourvoyés en cherchant les fonctions de l'enveloppe corporelle avec des propositions arbitraires et infondées. Cette imprudence s'explique par le désintérêt des physiologistes pour cette question, qui relève pourtant de leur spécialité. L'auteur affirme alors la pertinence d'une psycho-physiologie expérimentale, avançant ainsi l'hypothèse d'un rôle psychique, et non seulement tactile, de la peau.
Il défend l'idée qu'il reste des découvertes à faire dans la compréhension de nos sens. Face à des phénomènes entièrement nouveaux, la médecine s'est parfois contentée de ramener l'inconnu au pathologique. Une démarche rationnelle doit se départir des préjugés normatifs et se contenter d'analyser des faits. Par la simple observation, nous constatons que des somnambules se déplacent avec une remarquable aisance, sans qu'une explication satisfaisante n'en vienne rendre compte. Jules Romains décrit alors une série d'expériences, attestant de manière plus rigoureuse l'existence d'une fonction paroptique, c'est-à-dire d'une perception visuelle des objets extérieurs. Cela nécessite notamment des précautions méthodologiques pour éviter toute accusation de supercherie. 
Finalement, l'écrivain conclut que la vision extra-rétinienne, assurée par toute région de la périphérie du corps, s'avère semblable à la vision ordinaire sur de nombreux points : l'opacité des objets, le spectre lumineux et l’échelle des grandeurs. Le regard paroptique appréhende cependant l'espace de manière progressive et fausse la localisation des objets. Cherchant à situer l'origine de cette vision, Jules Romains aborde un point délicat de sa théorie, en affirmant que la fonction paroptique ne peut être attribuée qu'à un « ensemble d'organites macroscopiques situés dans l'épiderme », dénommés les ocelles. Chaque ocelle serait constituée d'une expansion nerveuse, d'une cellule et d'une fibre nerveuse, agissant respectivement comme une rétine, un corps réfringent et une fibre optique.

## Réception et postérité
À la suite d'une séance mal préparée, le 10 décembre 1920, Jules Romains connait une campagne calomnieuse. De manière moins brutale, Louis Lapicque affirme  que le bandeau placé sur les yeux du cobaye ne garantissait pas une opacité complète de la vision. Jules Romains reprend ses travaux en 1922, en prenant garde de suivre de stricts protocoles expérimentaux, et sous l’assistance de médecins, de physiologistes et d’autres savants reconnus, comme Léon Brunschvicg. À sa suite, René Maublanc se consacra à ce sujet de recherches. En 1925, Jules Romains confie à ce dernier l'éducation paroptique de Mme Heyn, aveugle de naissance. Le compte-rendu de cette nouvelle entreprise donne naissance à un nouveau livre, Une éducation paroptique.